# روان‌کاوی
روان‌کاوی یا روان‌تحلیل‌گری، نظریه‌ای دربارهٔ عملکرد ذهن، اختلال‌های روانی و نام شیوه‌ای روان‌درمانی است که بر این فرض اساسی استوار است که بیشتر فعالیت‌های ذهنی و پردازش آن‌ها در ناخودآگاه رخ می‌دهد. ولی ژاک لاکان می‌گوید روان‌کاوی کاری است که یک روان‌کاو می‌کند.
واژهٔ «روان‌کاوی» را اولین بار ابراهیم خواجه‌نوری بَرساخت و سپس این واژه به همراه بسیاری دیگر از برساخته‌های او به سرعت مقبولِ نویسندگان و مترجمان قرار گرفت.
 «روان‌کاوی یکی از انواع روان درمانی نیست و اساساً با تمام آن‌ها متفاوت است. درست است که در بسیاری از کتاب‌های معتبر دانشگاهی روان‌کاوی یکی از انواع روان درمانی قلمداد شده‌است ولی این کتاب‌ها را روان‌کاوان ننوشته‌اند بلکه روانشناسان یا روانپزشکان به رشته تحریر درآورده‌اند و برداشت خودشان را از روان‌کاوی ارائه داده‌اند.»
سوءتفاهم در مورد مفاهیم فروید بقدری جدی شد و این مفاهیم ارزشمند تا اندازه‌ای دستخوش تحریف شد که «لکان قسمت اعظم عمر خود را صرف سه کلمه کرد: بازگشت به فروید و با این تلاش تئوری فروید را به منتها درجه گسترش داد.» و فروید می‌گوید: «ما نمی‌توانیم بگوییم چه وقت یا کجا هر قطعه کوچک از دانش تبدیل به قدرت و به علاوه تبدیل به قدرت درمانی خواهد شد.» «همان‌طور که می‌دانید آنالیز به عنوان یک روش درمان پایه‌گذاری شده؛ ولی حالا خیلی از آن سرریزتر شده‌است اما اساس خود را ترک نکرده و هنوز به ارتباطش با بیماران، برای عمیق‌تر کردن آن و رشد بیشتر، ادامه می‌دهد.» «به شما گفته‌ام که روان‌کاوی به عنوان یک روش درمان آغاز شد؛ اما من نمی‌خواهم آن را به عنوان یک روش درمان به شما توصیه کنم؛ بلکه بر اساس حقایقی که در آن وجود دارد، بر اساس اطلاعاتی که در مورد بیشترین دغدغه‌های بشر به ما می‌دهد ـ یعنی ماهیت خودش ـ و بر اساس ارتباطاتی که بین فعالیت‌های بسیار متفاوت انسان آشکار می‌کند.
برای آشنایی با روان‌کاوی نیاز به منابع دقیق در مورد روان‌کاوی به زبان پارسی داریم. بخش متون جهت‌نما، درسنامه‌های میترا کدیور و سایر بخش‌های سایت انجمن فرویدی معتبرترین منابع روان‌کاوی به زبان فارسی هستند.
در سال‌های اخیر منابع متعددی در این زمینه در بازار کتاب منتشر شده‌است که کیفیت‌های متفاوتی دارند. با این وجود هنوز منابع علمی به زبان پارسی در مورد روان‌کاوی، محدود است، بنابراین، ترجمه فارسی مقالات فروید، زیگموند فروید، ۱۶–۱۹۱۵ و روش روان‌کاوی فروید، زیگموند فروید، ۱۹۰۳، و کتاب‌های منتشر شده دیگر از فروید می‌تواند اطلاعات اولیه ای در مورد آشنایی با روش روان‌کاوی ارائه دهد.
به بیان دیگر، روان‌کاوی علمی برای پرداختن عمیق‌تر و متمرکزتر به ذهن ناخودآگاه است. منظور از ناخودآگاه آن بخش از روان است که از دسترس آگاهی خارج شده‌است ولی به کنترل رفتار فرد ادامه می‌دهد.
این اصطلاح نخست در سال ۱۸۹۶ توسط فروید استفاده شد. در یکی از جنبه‌های روان‌کاوی یعنی درمان، درمانگر که روان‌کاو نامیده می‌شود می‌کوشد درمان جو را نسبت به تعارض‌های ناخودآگاهش آگاه کند. در روان‌کاوی، روان‌کاو داده‌های خود را از مصاحبه‌های بالینی کسب می‌کند.
روان‌کاوی کلاسیک بر پایهٔ این عقیدهٔ اصلی زیگموند فروید استوار است که تعارض‌های ناخودآگاه میان بخش‌های مختلفِ روان - نهاد، خود، فراخود - علت اصلی رفتار نابهنجار هستند.
فروید بر این باور بود که آگاهی یافتن از یک تعارضِ دردناک موجب کاهش اضطراب می‌شود. وی مشاهده کرد که هرگاه بیمارانش تجربه تلخ و تکان دهنده‌ای را همراه با هیجان‌های اضطراب‌آور آن به یاد می‌آورند، ظاهراً از تأثیر آن تعارض بر رفتار فرد کاسته می‌شود.
البته دست‌یابی به تعارض‌های ناخودآگاه کار ساده‌ای نیست. خود، به کمک سازوکارهای دفاعی مانع از هشیاری نسبت به افکار ناخودآگاه می‌شود. کسب بینش نسبت به ناهشیاری مستلزم فریب دادن خود و تضعیف حالت دفاعی آن است. تداعی آزاد، تفسیر، تحلیل رؤیا، مقاومت و انتقال پنج فن اصلی روان‌کاوی کلاسیک فروید برای آگاهی یافتن به تعارض‌های ناخودآگاه هستند.
1. تفسیر. در روان‌کاوی، روان کاو صرفاً تفسیری از آنچه بیمار اظهار داشته یا انجام داده‌است، ارائه می‌کند. برای مثال، اگر بیمار با عصبانیت و از روی خشم از پدرش صحبت می‌کند، روان کاو ممکن است نشانه‌های کنونی بیماری را نشانی از احساس‌های سرکوب شدهٔ شخص نسبت به پدرش بداند.
2. تحلیل رؤیا. فروید رؤیا را شاهراهی که به ناخودآگاه ختم می‌شود می‌دانست، چراکه درمیان خواب، خود قادر به دفاع کردن از خویش دربرابر تعارض‌های ناخودآگاه که به صورت‌های گوناگونی در خواب نمود می‌یابند، نیست.
3. مقاومت. روان‌کاو با مشاهدهٔ گفته‌های بیمار به کاوش پیرامون نمونه‌های مقاومت، یعنی تمایل به بازداری از ابراز آزادانهٔ مطلب ناخودآگاه آن‌ها می‌پردازد؛ مثلاً اگر بیمار در مورد گفتگو دربارهٔ یک موضوع مقاومت می‌کند، در این صورت روان کاو سعی می‌کند با دنبال کردن موضوع دلیل مقاومت را دریابد.
4. انتقال. درمیان روان‌کاوی، بیمار ممکن است احساس‌هایی را که در سال‌های گذشتهٔ زندگی خود به خصوص در مورد پدر، مادر یا سایر افراد بااهمیت تجربه کرده‌است، در روابط خود با درمانگر، انعکاس دهد. این پدیده انتقال نام گرفته‌است. روان کاو این واکنش‌های هیجانی را واقعی نمی‌پندارد و آن‌ها را از زاویهٔ تعارض‌های حل نشدهٔ دوران کودکی یا روابط قبلی بیمار می‌نگرد و مورد تفسیر قرار می‌دهد.

## رویکردهای روان‌کاوانه
فروید در مقاله توضیحات، کاربردها و راهکارها، ۱۹۳۳، می‌گوید: «این تقریباً ویژگی جهان‌شمول این «جنبش‌های جدایی‌طلبانه» است که هر یک جزئی از گنجینه موضوعات روان‌کاوی را برمی‌دارد و خود را بر اساس این قاپیدن مستقل می‌کند».
روان‌کاوی پس از فروید توسط روان‌کاوان و پژوهشگران این عرصه به شاخه‌های متعددی تقسیم شد:
- روان‌شناسی تحلیلی توسط کارل گوستاو یونگ
- روان‌شناسی فرد نگر توسط آلفرد آدلر
- روان‌شناسی ایگو که در آمریکا رایج شد و چهره‌های مشهور آن آنا فروید، اریک اریکسون و هارتمن هستند
- روان‌شناسی سلف توسط کوهوت
- روان‌کاوی روابط موضوعی که در بریتانیا و چهره‌های مشهور آن ملانی کلین، دونالد وینیکات و جان بالبی هستند
- روان‌پویشی فشرده و کوتاه مدت توسط حبیب دوانلو
- روان‌شناسی تحلیل رفتار متقابل توسط اریک برن
- عصب روان‌کاوی توسط مارک سولمز
- نظریه دلبستگی توسط جان بالبی

## روان تحلیلی
روان‌کاوی مجموعه‌ای از نظریه‌ها و تکنیک‌های درمانی مربوط به مطالعه ذهن ناخودآگاه است که با هم روشی برای درمان اختلالات روانی - درمانی تشکیل می‌دهند. این رشته در اوایل دهه ۱۸۹۰ توسط neurologist اتریشی زیگموند فروید تأسیس شد و تا حدی از کار بالینی جوزف Breuer و دیگران ریشه گرفت. مربوط به مطالعه ذهن ناخودآگاهزدن که با هم تشکیل یک روش درمان روانی-اختلالات است. این رشته تأسیس شد در اوایل دهه ۱۸۹۰ توسط اتریش متخصص مغز و اعصاب زیگموند فروید و ریشه قسمتی از کار بالینی از یوزف Breuer و دیگران.
فروید برای اولین بار استفاده از اصطلاح روان‌کاوی (در فرانسه) در سال ۱۸۹۶. مرگ Traumdeutung (تفسیر رؤیاها) که فروید را به عنوان «مهم‌ترین کار» به نظر می‌رسد در ماه نوامبر سال 1899. روان‌کاوی بعدها توسعه یافته در جهات مختلف عمدتاً توسط دانش آموزان از فروید مانند آلفرد آدلر و کارل گوستاو یونگبا و توسط neo-Freudians مانند اریک فرومهای کارن هورنای و هری استک سالیوان. فروید حفظ اصطلاح روان‌کاوی برای مدرسه خود را از فکر. اصول اساسی روان‌کاوی عبارتند از:
1. توسعه یک فرد تعیین می‌شود اغلب فراموش حوادث در اوایل دوران کودکی به جای صفات موروثی به تنهایی؛
2. رفتار انسان و شناخت تا حد زیادی تعیین شده توسط درایوهای غیر منطقی است که ریشه در ناخودآگاه دارند.
3. تلاش برای آوردن آن درایو به آگاهی باعث مقاومت در قالب مکانیسم‌های دفاعیبه ویژه سرکوب;
4. درگیری بین خودآگاه و ناخودآگاه مواد می‌تواند منجر به اختلالات روانی مانند روان نژندیعصبی صفات اضطراب و افسردگی;
5. ناخودآگاه مواد را می‌توان در رویاها و غیرعمدی اعمالاز جمله رفتار و ورقه از زبان؛
6. رهایی از اثرات ناخودآگاه است که با به دست آوردن این مواد به ذهن خودآگاه از طریق مداخله درمانی؛
7. «محور روان‌کاوی فرایند» انتقالبه موجب آن بیماران به‌طور منظم احساس خود را شیرخواران درگیری با طرح‌ریزی بر روی این تحلیلگر احساسات عشق و وابستگی و خشم.[۲۰]

در طول جلسات روان‌کاوی که به‌طور معمول گذشته ۵۰ دقیقه و در حالت ایدئال را در محل ۴–۵ بار در هفته بیمار ("analysand") ممکن است دروغ بر روی نیمکت با تحلیلگر اغلب نشسته درست در پشت و خارج از دید. بیمار بیان افکار خود از جمله رایگان انجمنبا توهمات و رویاهای از آن تحلیلگر نسبت به تعارضات ناخودآگاه باعث بیمار علائم و شخصیت مشکلات. از طریق تجزیه و تحلیل این درگیری که شامل تفسیر واگذاری و countertransference (تحلیلگر احساسات برای بیمار) تحلیلگر مواجه بیمار پاتولوژیک دفاع برای کمک به بیمار به دست آوردن بینش.
روان‌کاوی یک بحث نظم و انضباط و اعتبار آن به عنوان یک علم است و رقابت. با اینحال، آن باقی مانده‌است یک تأثیر قوی در روان‌پزشکیبیشتر به طوری که در برخی از محله‌های بیش از دیگران است. روان‌کاوی مفاهیم نیز به‌طور گسترده‌ای استفاده می‌شود در خارج درمانی عرصه از جمله در زمینه روان‌کاوی نقد ادبیو همچنین در تجزیه و تحلیل از فیلم افسانه‌ها و دیگر پدیده‌های فرهنگی است.

## تاریخچه

### 1890s
ایده روان‌کاوی (آلمانی: Psychoanalyse) برای اولین بار شروع به دریافت توجه جدی تحت زیگموند فروید که حاوی نظریه خود از روان‌کاوی در وین در 1890s. فروید یک متخصص مغز و اعصاب در تلاش برای پیدا کردن یک درمان مؤثر برای بیماران مبتلا به بیماریهای یا هیستریک علائم. فروید متوجه شدم که وجود دارد فرایندهای ذهنی که آگاهانه در حالی که او به عنوان یک عصبی مشاور در بیمارستان کودکان که در آن او متوجه شده‌است که بسیاری از زبان پریشی کودکان تا به حال هیچ آشکار آلی علت علائم خود را. او سپس نوشت: یک رساله در مورد این موضوع. در سال ۱۸۸۵ فروید به دست آمده کمک مالی به مطالعه با ژان مارتین شارکوتیک متخصص مغز و اعصاب مشهور در Salpêtrière در پاریس که در آن فروید به دنبال بالینی ارائه شارکوت به خصوص در زمینه هیستری سراسری و anaesthesias. شارکوت معرفی کرده بود هیپنوتیزم به عنوان تجربی و ابزار پژوهش و توسعه عکاسی نمایندگی از علائم بالینی است.
فروید نظریه اول به توضیح هیستریک علائم ارائه شده در مطالعات هیستری (۱۸۹۵) و با همکاری او مربی برجسته پزشک Josef Breuerبود که به‌طور کلی دیده می‌شود به عنوان تولد روان‌کاوی. این کار بر اساس Breuer را درمان برتا Pappenheimاشاره به در مورد مطالعات انجام شده توسط نام مستعار "Anna O."درمان که Pappenheim خودش تا به حال لقب "صحبت کردن در درمان". Breuer نوشت که بسیاری از عوامل است که می‌تواند در چنین عوارضی از جمله انواع ضربه عاطفی و او نیز اعتبار کار توسط دیگران مانند Pierre جانت; در حالی که فروید معتقد بود که در ریشه هیستریک علایم سرکوب خاطرات ناراحت‌کننده رخدادهای تقریباً همیشه داشتن مستقیم یا غیرمستقیم جنسی انجمن.
در حدود همان زمان فروید اقدام به توسعه یک مغز و اعصاب فیزیولوژیک نظریه ناخودآگاه روانی مکانیسم‌های که او به زودی به. آن منتشر نشده باقی مانده‌است در طول عمر خود.
اولین رخداد از اصطلاح "روان‌کاوی" (نوشته شده psychoanalyse) بود که فروید در مقاله "L'hérédité et l'étiologie des névroses" که نوشته و منتشر شده در فرانسه در سال 1896.
در سال ۱۸۹۶ فروید نیز منتشر شده خود را به اصطلاح فتنه نظریه که پیشنهاد کرد که پیش شرط برای هیستریک علائم جنسی excitations در مراحل ابتدایی و او ادعا کرد که کشف سرکوب خاطرات از حوادث سوء استفاده جنسی در تمام زمان خود بیماران است. اما در سال ۱۸۹۸ توسط او به صورت خصوصی به اذعان دوست و همکار ویلهلم Fliess که او دیگر معتقد نظریه خود را هر چند او نیست دولت این publicly تا 1906. هر چند در سال ۱۸۹۶ او تا به حال گزارش شده‌است که بیماران خود را "تا به حال هیچ احساس به یاد [شیرخواران جنسی] صحنه" و به او اطمینان داد "قاطعانه از خود بی ایمانی", در بعد حساب او ادعا کرد که آن‌ها به او گفته بود که آن‌ها تا به حال شده‌است در مورد آزار جنسی در دوران کودکی است. این شد این دریافت تاریخی حساب تا زمانی که به چالش کشیده شده توسط چندین فروید دانشمندان در اواخر قرن ۲۰ که استدلال کرد که او تا به حال تحمیل خود مفاهیم preconceived در بیماران خود را. این ساختمان در او ادعا می‌کند که بیماران مبتلا به گزارش شیرخواران سوء استفاده جنسی تجارب فروید پس از آن ادعا که خود را یافته‌های بالینی در اواسط 1890s ارائه مدارک و شواهد از وقوع ناخودآگاه توهمات ظاهراً برای سرپوش گذاشتن خاطرات کودکانه، تنها بعداً او ادعا همان یافته‌ها به عنوان شواهد برای Oedipal خواسته.
توسط ۱۸۹۹، فروید theorised که رؤیاها به حال اهمیت نمادین و به‌طور کلی خاص بودند به خیال باف. فروید حاوی دوم خود را روانی نظریه— که hypothesises که ناخودآگاه است یا یک «مراحل اولیه» متشکل از نمادین و چگال افکار و «ثانویه فرایند» از منطقی افکار آگاهانه است. این تئوری در سال ۱۸۹۹ کتاب تفسیر از رویاهای. فصل هفتم بود دوباره به کار قبلی «پروژه» و فروید مشخص شده خود را «توپوگرافی تئوری». در این نظریه که عمدتاً بعد از جایگزین‌های ساختاری نظریه غیرقابل قبول جنسی خواسته‌های سرکوب شده به سیستم «ناخودآگاه» ناخودآگاه با توجه به جامعه محکومیت قبل از ازدواج فعالیت جنسی و سرکوب ایجاد اضطراب است. این «توپوگرافی نظریه» است که هنوز هم بسیار محبوب در اروپا اگر چه آن را از نفع کاهش یافته و در بسیار از شمال آمریکا است.
همان‌طور که اشاره شد اولین روان‌شناسی که رویکرد روان تحلیلی را مطرح کرد زیگموند فروید بود. از دیدگاه فروید ساختار روان هر فرد متشکل از سه بخش نهاد، ایگو و سوپرایگو می‌باشد. این تعابیر در رویکردهای گوناگون با عناوینی شبیه و گاه جایگزین بکار می‌رود ازجمله در رویکرد تحلیل روابط متقابل (TA) که خود ریشه در روان تحلیلی دارد و توسط اریک برن پایه‌ریزی شده با نام کودک، بالغ و والد کاربرد دارد که برای عموم قابل درک تر می‌باشد. در سال ۱۹۰۵ فروید منتشر شده سه مقاله در نظریه تمایلات جنسی است که در آن او گذاشته کشف خود را از به اصطلاح دانستن مراحل: دهان و دندان (سنین ۰–۲), (۲–۴), آلت مردانه-oedipal (امروز به نام 1st تناسلی ) (۳–۶) با زمان تأخیر (۶-بلوغ و، تناسلی (بلوغ-به بعد). او در اوایل فرمول شامل این ایده است که به دلیل محدودیت‌های اجتماعی و جنسی خواسته‌های سرکوب را به یک حالت ناخودآگاه و انرژی از این ناخودآگاه بخواهد می‌تواند تبدیل به اضطراب یا علائم فیزیکی است. در مراحل اولیه درمان تکنیک از جمله هیپنوتیزم و abreactionهای طراحی شده بودند را به ناخودآگاه و خودآگاه به منظور کاهش فشار و ظاهراً منجر به علائم. این روش بعدها در بود و سمت چپ کنار توسط فروید به رایگان ارتباط یک نقش بزرگتر است.
ژاک لاکان می‌گوید تعریف داده شده از کتاب خلاصه روان‌پزشکی کاپلان و سادوک تعریف درستی از روان‌کاوی نیست، «روان‌کاوی اصلاً یک روش درمانی نیست. در واقع روان‌کاوی یک روش ورای درمانی است و به همین دلیل قطعی‌ترین نوع درمان است». 